# Ван Чун
Ван Чун (кит.: 王充, піньїнь: Wáng Chōng; 27 — бл. 98), ввічливе ім'я Ван Чжунжень (王仲任, Wáng Zhòngrèn) — китайський філософ династії Хань. Видатний представник інтелектуальної опозиції конфуціанству. До нас дійшов тільки один твір «Лунь хен» (論衡, Lùn héng, «Критичні думки (есеї)») і численні посилання на нього в працях інших філософів. Однією з особливостей учення Ван Чуна є полемічний стиль викладу, де положенням конфуціанства відповідає його власна думка.

## Вчення
Ось як будується текст. Спочатку констатується положення конфуціанства, далі воно співвідноситься з власним поглядом на проблему, після чого Ван Чун шукає внутрішні протиріччя в позиції опонента. І, нарешті, критикуються висновки з цього положення, причому залучається матеріал з медицини, астрономії та інших галузей знання. Наприклад, конфуціанці вважають, що небо наділене волею, а Ван Чун — що небо, земля і людина походять природним шляхом, тобто небо не може щось відчувати, бажати або впливати на людину. Тоді виникає протиріччя — якщо небо має волю і може впливати на правителя, який порушує його волю, то чому воно обрало такого поганого правителя і т.ін.
Ван Чун особливу увагу приділяє критиці положення про безсмертя душі. Він вважає, що якщо людина є поєднанням темних та світлих частинок, і тільки їй притаманний розум, то свідомість є результатом цього поєднання і за межами його не існує. «Якщо в Піднебесній не буває одного полум'я, то як можіть існувати одні частинки свідомості без форми (тобто без тіла)?». Цю думку Ван Чун підсилює наступним міркуванням: якщо до народження немає свідомості, то й після смерті її не може бути. Водночас він критикує віру у можливість осягнення безсмертя. Логіка Ван Чуна проста: не вмирає лише те, що не народжувалося, — темне та світле начало, а всі предмети та істоти утворилися з них, коли-небудь у них і перетворяться. «З факту народження істоти стає відомою і необхідність й смерті».
У теорії пізнання Ван Чун дотримувався позиції, близької до Хань Фея. Він визнавав досвід як головне джерело знань, проте знання досягає «ясності» тільки після пояснення їх розумом. Тому так важко правильно навчати. Пророкування Ван Чун пояснював міркуванням за аналогією, коли розумна людина, роблячи висновки «за схожим», може «на самому початку бачити кінець». Критерій істинності він вбачав у можливості застосування знань.
Ван Чун вважав, що якщо сутність людини природна, то вона завжди була однаковою. Тому намагання прославляти давнину не має під собою підстав. Навпаки, люди за час свого існування багато чому навчились і живуть зараз краще, аніж у давнину, коли носили шкури та їли сире м'ясо. Проте, визнаючи прогрес у матеріальній сфері, Ван Чун вважав незмінним політичний устрій, а головну причину зростання чи занепаду держав вбачав у зміні сільськогосподарських умов.
Але й самому Ван Чуну не вдалося уникнути суперечностей. Заперечуючи існування душі, він визнає існування духів. Усі розділи його вчення проникнені фаталізмом. Людина — іграшка в руках долі. Доля суспільства також не залежить від людей, тому що визначається примхами природи.
Попри ці вади Ван Чун був видатним мислителем епохи Хань, з яким змушена була рахуватися офіційна ідеологія в обличчі конфуціанства. Його праці відіграли важливу роль у збереженні культурної традиції доциньської філософії.

## Визнання
Працю філософа як зразок видатної сучасної думки згадує Ґе Хун у трактаті «Бао пу-цзи». Обох інтелектуалів поєднує ствердження, що справжнє знання міститься у сучасності, а не у писаннях давнини.